# 第6裝甲師 (德國國防軍)
第6裝甲師（德語：6. Panzer-Division）是納粹德國「國防軍」的一個裝甲師，曾參與過第二次世界大戰的諸多重要戰役，包括波蘭戰役、法國戰役、「巴巴羅薩行動」、列寧格勒圍城戰、莫斯科戰役、熱澤夫戰役、史達林格勒戰役、庫斯克會戰等。
原為1937年10月以法軍的「輕型機械化師」（Division Légère Mécanique）為樣本所組成的「第1輕裝旅」（德語：1. leichte-Brigade），後擴編為「第1輕裝師」（德語：1. leichte Division），最終改為第6裝甲師。

## 歷任師長
以下是該裝甲師的歷任師長：
- 埃里希·霍普納中将（1938年11月10日–1938年11月23日）
- 弗里德里希·威廉·冯·洛佩尔少将（1938年11月24日－1939年10月12日）
- 維爾納·肯普夫上將（1939年10月18日-1941年1月6日）
- 弗朗茨·兰德格雷夫中将（1941年1月6日–1941年6月）
- 弗朗茨·兰德格雷夫中将（1941年9月15日－1942年4月1日）
- 埃哈德·劳斯上将（1942年4月1日－1943年2月7日）
- 瓦尔特·冯·胡纳斯多夫中将（1943年2月7日-1943年7月16日）
- 威廉·克里索利少将（1943年7月16日–1943年8月21日）
- 鲁道夫·馮·瓦尔登费尔斯男爵中將（1943年8月21日–1944年2月8日）
- 维尔纳·马尔克斯中将（1944年2月8日-1944年2月21日）
- 鲁道夫·馮·瓦尔登费尔斯男爵中将（1944年2月21日至3月13日）
- 沃尔特·登克特中将（1944年3月13日–1944年3月28日）
- 鲁道夫·馮·瓦尔登费尔斯男爵中将（1944年3月28日-1944年11月23日）
- 弗里德里希-威廉·于尔根斯上校（1944年11月23日–1945年1月20日）
- 鲁道夫·馮·瓦尔登费尔斯男爵中将（1945年1月20日–1945年5月8日）